# Leucandra astricta
Leucandra astricta är en svampdjursart som beskrevs av Tanita 1943. Leucandra astricta ingår i släktet Leucandra och familjen Grantiidae. Inga underarter finns listade i Catalogue of Life.